# Hans Günther (SS-Sturmbannführer)
Hans Günther, född 22 augusti 1910 i Erfurt, död 5 maj 1945 i Hlásná Třebaň, var en tysk SS-Sturmbannführer och tjänsteman vid Reichssicherheitshauptamt (RSHA), Nazitysklands säkerhets- och underrättelseministerium. Han var en av Adolf Eichmanns medarbetare och chef för Zentralstelle für jüdische Auswanderung i Prag. Günther organiserade bland annat deportationer av judar till koncentrationslägret Theresienstadt.
Hans Günther var äldre bror till Rolf Günther.
Günther dödades i strid mot tjeckiska partisaner.